# Williams-Riff
Das Williams-Riff (norwegisch Williamsrevet) ist ein Felsenriff nahe der südöstlichen Küste der Bouvetinsel im Südatlantik. Vom Kap Fie erstreckt es sich über eine Länge von rund 600 m.
Die erste Kartierung nahmen 1898 Teilnehmer der Valdivia-Expedition (1898–1899) unter der Leitung des deutschen Zoologen Carl Chun vor. Eine weitere Kartierung erfolgte im Dezember 1927 bei der Forschungsfahrt der Norvegia unter Kapitän Harald Horntvedt (1879–1946). Hornvedt benannte das Riff nach dem US-amerikanischen Robbenfängerkapitän John L. Williams, der 1878 mit seinem Schooner Golden West an der Bouvetinsel angelandet war.